# Espedito di Melitene
Espedito (... – Melitene, 303) sarebbe stato, secondo la devozione popolare, un martire cristiano del IV secolo appartenente al gruppo capeggiato da sant'Ermogene.

## Agiografia
Nulla si conosce della vita e del martirio, se non che è celebrato nel Martirologio Geronimiano il 19 aprile assieme a sant'Ermogene e altri compagni. Il bollandista Delehaye ha messo fortemente in dubbio la veridicità della sua esistenza, ritenendo si tratti nient'altro che della storpiatura del nome di sant'Elpidio, martire d'un altro gruppo capeggiato da un altro Ermogene omonimo dell'Ermogene capo di Espedito.
L'agiografia del santo tuttavia è ricca di leggende. La credenza più diffusa dice che fu contemporaneo di santa Filomena, che fu a capo della Legione Romana "Fulminante", finché si convertì, divenne monaco e fu martirizzato agli inizi del IV secolo sotto Diocleziano, un anno prima della santa. Questa credenza può essere spiegata col fatto che i fanti leggeri erano detti, nel linguaggio militare, Expediti ("liberi da impacci, agili"). Quando si convertì, gli apparve il demonio sotto forma di corvo per indurlo a rimandare la conversione, ma il santo fu risoluto e non desistette (gioco di parole tra il verso del corvo cra e il lat. cras, "domani").
Una leggenda attribuiva al santo il "miracolo dell'acqua" compiuto sotto Marco Aurelio; oltre a essere impossibile per l'incongruenza dei dati cronologici, questo mito nasce dalla confusione con san Costanzo di Perugia, autore del fatto.

## Culto
Nel 1781 il santo fu proclamato protettore dei mercanti e dei navigatori nonché secondo patrono di Acireale da Papa Pio VI, ufficializzando una credenza esistente già nel Medioevo e molto diffusa in Francia nel XVI secolo. È anche considerato, nella devozione popolare, il santo patrono delle cause urgenti: ciò potrebbe derivare da un facile gioco di parole col suo nome: Expeditus ("veloce", ma anche "libero da impacci" e "ingegnoso") sarebbe il santo che esaudisce subito le richieste dei devoti, senza attendere domani (appunto cras, ricordato dal verso del corvo), deputato alle richieste impossibili o alle faccende più urgenti (come santa Filomena, san Giuda Taddeo e santa Rita da Cascia).
È rappresentato mentre schiaccia un corvo con scritto "cras - domani" e tiene una croce (in origine un orologio o clessidra) con scritto "hodie - oggi". In Italia si venera, tra le altre, nella parrocchia di San Felice di Tenna in Pietre di Tramonti (SA), nella parrocchia N.S. Gesù Cristo Re di Belpasso (CT) e nella parrocchia di Magorno nel comune di Montesano sulla Marcellana (SA). Qui, nella frazione di Magorno, è stata edificata nel 1924 una suggestiva cappella che prende il nome del santo e si affaccia sull'altopiano di Magorno e il suo omonimo lago. All'interno è presente una statua lignea di S. Espedito. 
A Sant'Espedito sono dedicate numerose chiese in tutto il mondo.
In alcune chiese, come ad esempio la chiesa parrocchiale di San Nicola a Rivello, oppure nella chiesa della confraternita dello Spirito Santo di Orbassano, sono presenti delle statue del santo. Il culto di questo martire è stato introdotto a Lucera (FG) da un beneficato del luogo per ringraziarlo della sua intercessione nella rapida soluzione di una lite giudiziaria, ed è venerato nella parrocchia di San Giacomo Maggiore apostolo ove esiste un altare a lui dedicato con una statua di buona mano di cartapesta leccese. Alla festa del santo, assistette lo scrittore inglese Norman Douglas nel corso di una sua visita a Lucera e la descrisse nel suo libro Vecchia Calabria.